# Acalypha rheedei
Acalypha rheedei är en törelväxtart som först beskrevs av John Graham, och fick sitt nu gällande namn av Marselein Rusario Almeida. Acalypha rheedei ingår i släktet akalyfor, och familjen törelväxter. Inga underarter finns listade i Catalogue of Life.